# Giro di Toscana 1965
Il Giro di Toscana 1965, trentanovesima edizione della corsa, si svolse il 25 aprile su un percorso di 274 km, con partenza a La Villa e arrivo a Montecatini Alto. Fu vinto dall'italiano Luciano Sambi della Legnano davanti ai suoi connazionali Imerio Massignan e Renzo Baldan.

## Ordine d'arrivo (Top 10)
| Pos. | Corridore          | Squadra           | Tempo    |
| ---- | ------------------ | ----------------- | -------- |
| 1    | Luciano Sambi      | Legnano           | 7h05'00" |
| 2    | Imerio Massignan   | Ignis             | a 15"    |
| 3    | Renzo Baldan       | Vittadello        |          |
| 4    | Giancarlo Ferretti | Legnano           |          |
| 5    | Bruno Mealli       | Bianchi-Mobylette | a 25"    |
| 6    | Danilo Ferrari     | Vittadello        |          |
| 7    | Franco Bitossi     | Filotex           |          |
| 8    | Adriano Passuello  | Ignis             |          |
| 9    | Roberto Poggiali   | Ignis             |          |
| 10   | Vincenzo Meco      | Vittadello        |          |